# Pinbackshallen
Pinbackshallen är en ishall i Märsta, som uppfördes 1986. Ritad av arkitekten Ralph Erskine, var den då ishall nummer 180 i Sverige. 
Hallen ägs och drivs av Sigtuna kommun som hyr ut den till bland annat ishockeylaget Wings HC Arlanda och Sigtuna skridskoklubb. Hallen har 420 sittplatser och 800 ståplatser. I anslutning till hallen ligger "B-hallen" utan läktare, en kallhall som tidigare varit en uterink. B-hallen används endast för träning. Matcher och uppvisningar sker i A-hallen. Wings har sitt kansli i anslutning till A-hallen.

## Källor

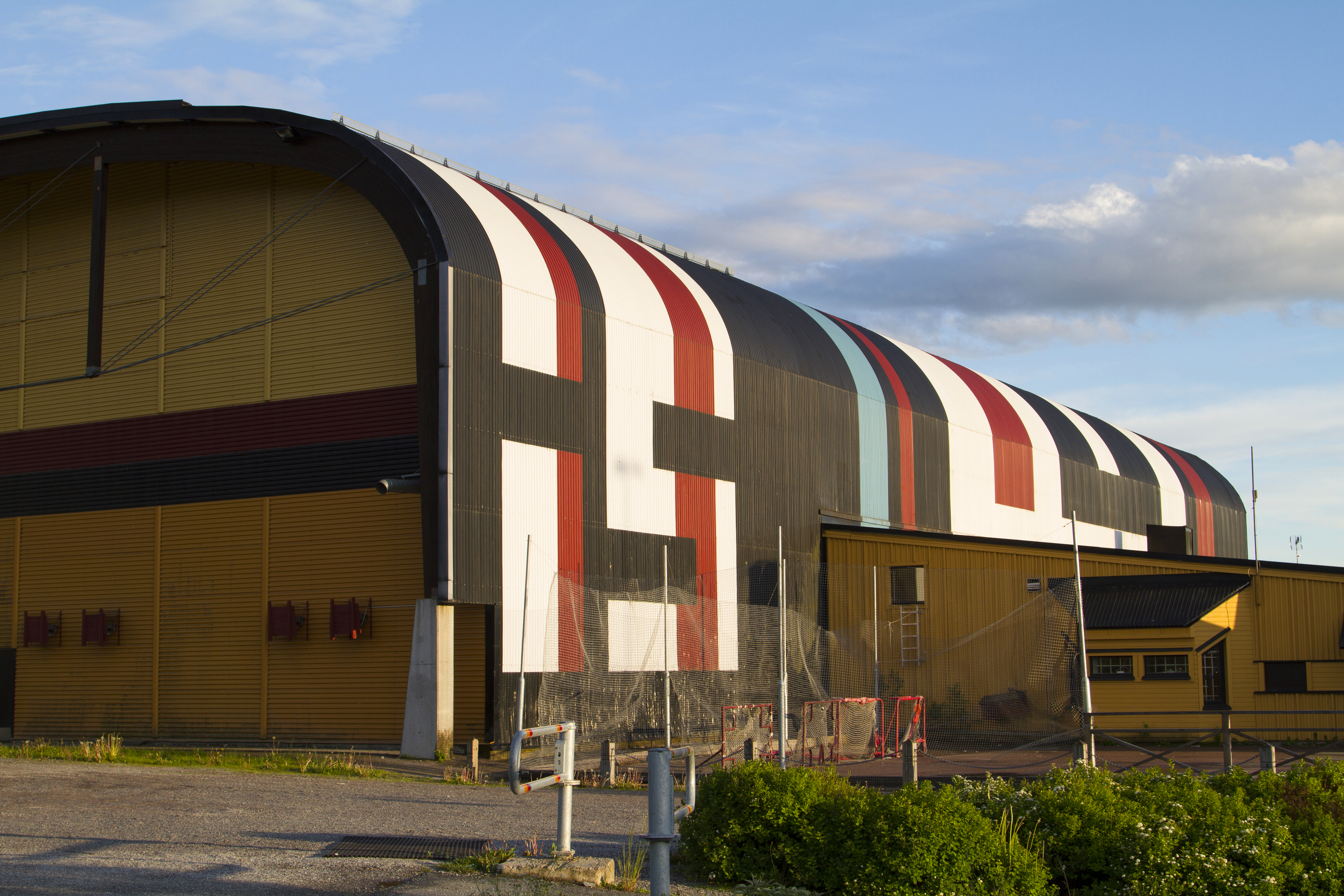
Pinbackshallens västra fasad med texten "IS"

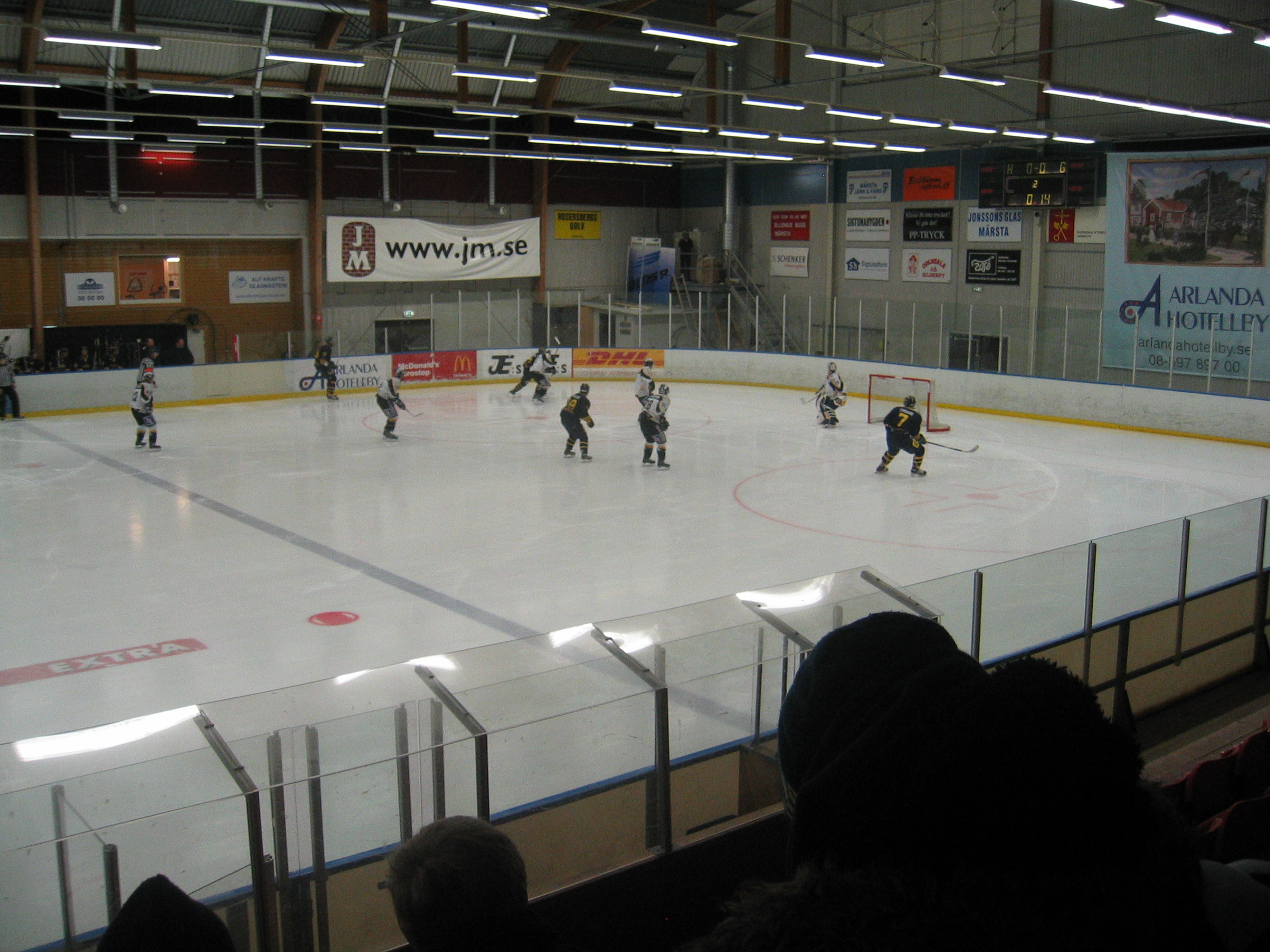
Pinbackshallens interiör 2008.